# 2012年4月蘇門答臘近海地震
2012年4月蘇門答臘近海地震是2012年4月11日印尼時間下午15时38分於印度尼西亚蘇門答臘以西近海海域（即印度洋海域）發生的矩震级（Mw）達8.6级的地震。震央位于印尼亞齊特別行政區首府班达亚齐西南約435公里的海域，震源深度為20.0公里；是次地震是自1900年來第10大的地震。太平洋海嘯預警中心在地震發生後隨即向28個國家發出海嘯注意報，最終測得最高達1.06米的海嘯。

## 地震
印尼亞齊特別行政區首府班達亞齊西南約435公里的印度洋海域（即北緯2.5度、東經93.0度）於2012年4月11日印尼時間下午15时38分發生一次矩震级達8.6Mw地震，震源深度為20.0公里；是次地震是由於地殼作水平移動而誘發，並持續了5分鐘；除了印度、緬甸、新加坡、斯里蘭卡、马来西亚及泰國均感受到震動外，遠至中國西藏自治區的拉薩市和日喀則地區也感受震動；是次地震是自1900年來第10大震動的地震。
同日印尼時間17時43分（即地震主震發生約2小時後），在亞齊特別行政區首府班達亞齊西南偏南約620公里的印度洋海域（即北緯0.8度、東經92.3度）發生一次規模達到8.2Mw的強烈餘震；而在主震后若干小时内还有有21次5.0Mw到6.0Mw的余震发生。

## 海嘯
太平洋海嘯預警中心在印尼時間15時45分（即地震發生後8分鐘）向印尼、印度、斯里蘭卡、澳大利亞、緬甸、泰國、馬爾代夫、英國屬地迪戈加西亞島、馬來西亞、毛里求斯、留尼汪、塞舌爾、巴基斯坦、索馬里、阿曼、馬達加斯加、伊朗、阿聯酋、也門、科摩羅、孟加拉、坦桑尼亞、莫桑比克、肯尼亞、克羅澤群島、凱爾蓋朗群島、南非及新加坡合共28個國家及地區的沿岸地區發出海嘯注意報。
另一方面，印尼氣象、氣候和地球物理局表示因地震而誘發的海嘯會達6米高，因而向亞齊特別行政區、西蘇門答臘省和明古魯省發出海嘯警告；而印度地球科學部和國家災難管理委員會也預測安達曼群島與尼科巴群島也會出現達3.9米的海嘯；泰國當局則預測在布吉、攀牙等地出現達4米的海嘯，布吉災難中心因而在地震發生後向布吉府及攀牙府發出海嘯警告。
最終，印尼最少測錄有3次海嘯；印尼氣象和地球物理局在亞齊特別行政區的米拉務錄得達0.8米高海嘯，太平洋海嘯預警中心記載的觀測值則為1.06米，是次地震誘發最高的海嘯記錄；而在巴東、泰國攀牙分別錄得0.35及0.1米高的海嘯，而印度的安達曼群島與尼科巴群島均錄得0.3米高的海嘯；而太平洋海嘯預警中心在地震發生後約4小時取消相關的海嘯警告。

## 應變及影響

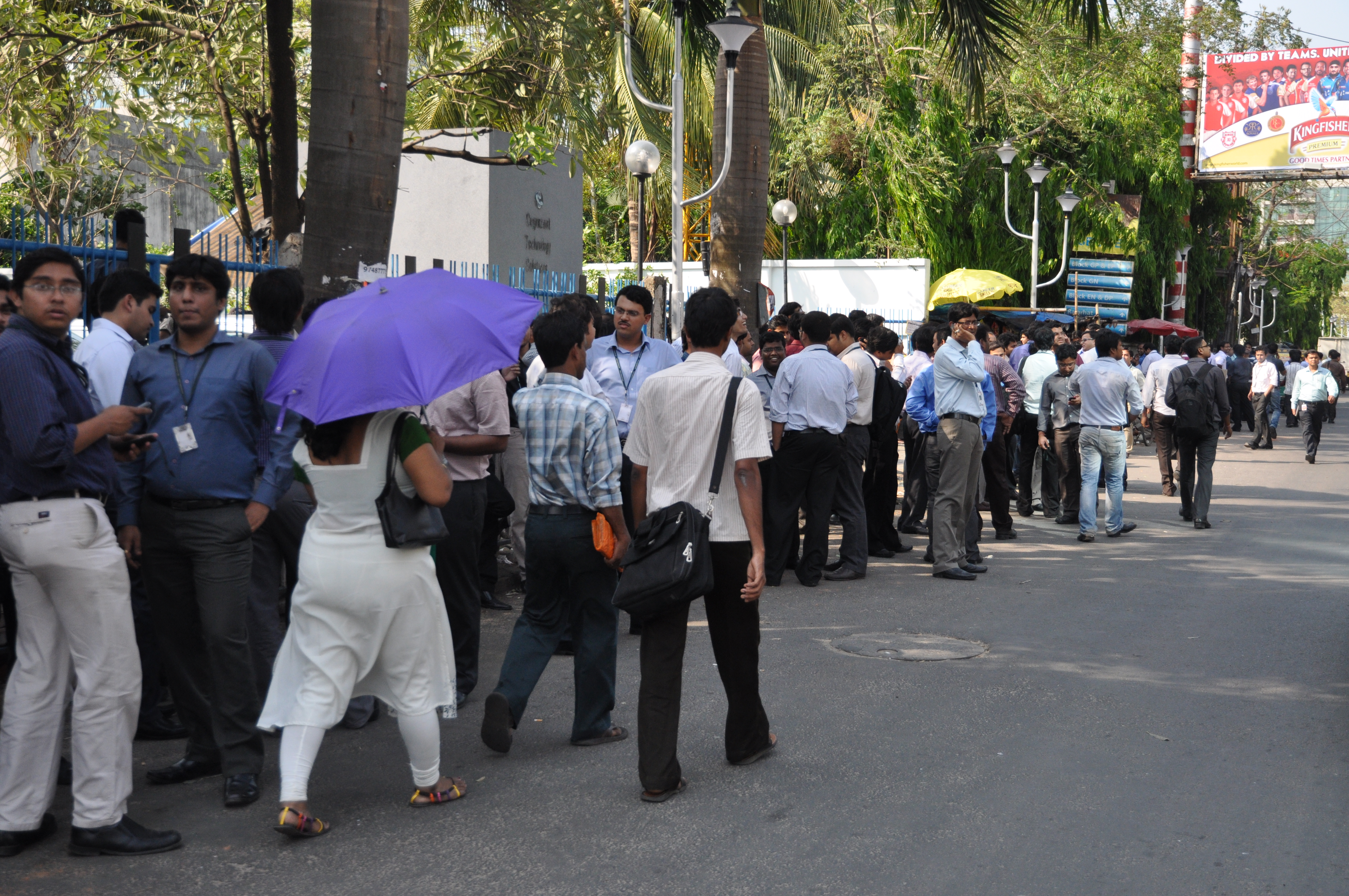
地震發生後有加爾各答居民走到街上暫避

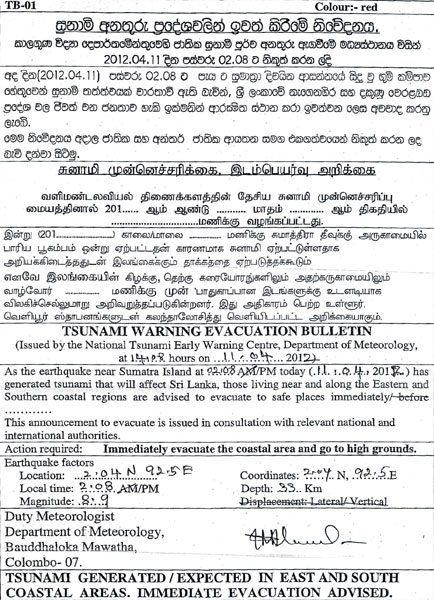
斯里蘭卡當局發出的疏散令

### 印度尼西亞
亞齊特別行政區的一座橋樑因地震而倒塌外，一座監獄的牆壁也因而損壞；雪馬路島機場在地震發生後一度關閉，而當局表示亞齊特別行政區的電力及通訊在地震後也曾一度中斷；只是亞齊特別行政區首府班達亞齊有居民擔心地震會誘發如2004年的南亞海嘯而恐慌而向高地走避，交通因而大受影響；而印尼總統蘇西洛在地震發生後表示「國家不會受到海嘯威脅」。

### 印度
印度加爾各答的火車服務在地震發生後暫時性停止運作。印度海軍軍艦在地震發生後也進入最高級別的警戒狀態外，印度空軍也派出兩架C-130及一架IL-76軍機到安達曼群島作防範；而印度當局也曾撤走在安達曼群島及尼科巴群島的居民。

### 斯里蘭卡
斯里蘭卡災害管理和人權部在地震發生後向沿岸地區發出緊急疏散令；此外，斯里蘭卡電力委員會同時中斷沿海地區的電力供應，而斯里蘭卡沿海的列車也因此而暫停服務；而斯里蘭卡當局宣布斯里蘭卡南部地區高速公路收費站臨時性地停止收取費用以作疏通道路；而斯里蘭卡沿海地區的巴士服務也停駛三小時。

### 泰國
布吉國際機場在布吉災難中心向當地發出海嘯警告後作暫時性關閉；儘管泰國國家廣播和電信委員會向傳媒發出緊急命令向居民報道發出海嘯警告的消息，但泰國的免費電視頻道在地震發生後超過兩個多小時內均沒有報道是次地震以致海嘯警告的報道，而是繼續現場直播泰國皇室的儀式。
於泰國的肯德基分店在地震發生後於社交網站facebook表示可以以「地震優惠價」進行外賣促銷而引起該國居民的批評；肯德基於翌日刪除相關廣告及公開道歉。

## 震後分析
是次地震震央與2004年12月26日發生9.3矩震級地震而誘發南亞海嘯造成約30萬人死亡的地震同屬同一區域，而且兩次震央只相距不足200公里；而中國成都市防震減災局研究員洪時中表示是次地震可以判定是2004年誘發南亞海嘯的地震後其中一次餘震。
專門研究蘇門答臘斷層的的英國地質學家薩金特（Susanne Sargeant）表示是次地震而誘發的海嘯遠遠不及如預算中高度由於是次地殼板塊作水平移動，而非像在2004年誘發南亞海嘯的地震般的垂直移動，因此不會導致海床位移出現大變化而只誘發了較細規模的海嘯；而美國西北大學的地球物理學家埃米爾·歐卡爾表示是次地震只誘發較細規模的地震不及南亞海嘯的另一個成因是因為地震震級也不及誘發南亞海嘯的地震般強。另一方面，澳洲太平洋海嘯研究中心總監戈夫認為是次地震誘發兩次超過8級地震，可能令相關地殼板塊出現滑塌情況下也可以誘發大海嘯。

## 傷亡情況
印尼國家減災局表示有五人因地震而死亡，當中三人均死於心臟病，其餘兩人因休克而死；而受地震而受傷的則有四名，當中包括在棉蘭逃生時受傷的遊客。

## 備註
1. ↑  地震後發生，有關方面曾表示地震級別達到8.9Mw，及後向下修訂至8.6Mw[6]

## 資料來源
1. 1 2  . 英國廣播公司. 2012-04-11  [2012-04-11]. （原始内容存档于2020-12-08） （英语）.
2. 1 2 3 4 5  . USGS. 2016-11-02  [2016-12-09]. （原始内容存档于2020-11-27） （英语）.
3. ↑  . Reuters. 11 April 2012  [11 April 2012]. （原始内容存档于2015-05-08）.
4. 1 2 3  . 太平洋海嘯預警中心. 2012年4月11日  [2012年5月18日]. （原始内容存档于2016年12月16日） （英语）.
5. 1 2 3 4  . 文匯報. 2012-04-13  [2012-04-13]. （原始内容存档于2016-03-04） （英语）.
6. ↑  . 明報. 2012-04-11 （中文（繁體））.
7. ↑  . 中央社. 2012-04-11  [2012-04-11]. （原始内容存档于2016-03-04） （中文（繁體））.
8. 1 2  . 新浪. 2012-04-11  [2012-04-11]. （原始内容存档于2012-04-13） （中文（繁體））.
9. 1 2  . 成都晚報. 2012-04-12: 13 （中文（简体））.
10. ↑  . Canadian Press. 2012-04-11  [2012-04-11]. （原始内容存档于2012-04-13） （英语）.
11. ↑  . 信息時報. 2012-04-12: A4 （中文（简体））.
12. 1 2 3 4 5 6  . 蘋果日報. 2012年4月12日  [2010年4月12日]. （原始内容存档于2012年4月14日） （中文（繁體））.
13. ↑  . 香港天文台. 2012-04-11  [2012-04-13]. （原始内容存档于2012-08-03）.
14. ↑  . Earthquake.usgs.gov. 11 April 2012  [11 April 2012]. （原始内容存档于2010-12-23）.
15. ↑  . 美國地質調查局. 2012-04-11  [2012-04-11]. （原始内容存档于2020-11-27） （英语）.
16. ↑  . 太平洋海嘯預警中心. 2012年4月11日  [2012年5月18日]. （原始内容存档于2012年4月11日） （英语）.
17. ↑  . 新京報. 2012年4月12日: A21  [2010年4月12日]. （原始内容存档于2019年11月13日） （中文（简体））.
18. 1 2  . 新浪. 2012年4月11日  [2010年4月11日]. （原始内容存档于2013年1月7日） （中文（繁體））.
19. ↑  . Jakarta Globe. 2012-04-12  [2012-04-12]. （原始内容存档于2012-04-15） （英语）.
20. ↑  . 中國新聞社. 2012-04-11 （中文（繁體））.
21. ↑  . 晶報. 2012-04-12 （中文（繁體））.
22. ↑  . Times Group. 2012-04-12  [2012-04-12]. （原始内容存档于2020-03-12）.
23. 1 2  . 明報. 2012年4月12日: 23 （中文（繁體））.
24. ↑  . Daily Mirror. 2012-04-11  [2012-04-12]. （原始内容存档于2012-04-14） （英语）.
25. ↑  . Daily Mirror. 2012-04-11  [2012-04-11]. （原始内容存档于2012-04-14） （英语）.
26. ↑  . Daily Mirror. 2012-04-11  [2012-04-11]. （原始内容存档于2012-04-14） （英语）.
27. ↑  . Daily Mirror. 2012-04-11  [2012-04-11]. （原始内容存档于2012-04-14） （英语）.
28. ↑  . 新浪. 2012-04-11  [2012-04-11]. （原始内容存档于2013-01-07） （英语）.
29. ↑  . Matichon. 2012-04-11  [2021-01-23]. （原始内容存档于2014-07-07） （泰语）.
30. ↑  Gavaghan, Julian. . Mail Online. 2012-04-11  [2021-09-03]. （原始内容存档于2022-04-03）.
31. ↑  Mahtani, Shibani. . Wall Street Journal. 2012-04-12  [2021-09-03]. （原始内容存档于2022-04-03）.
32. ↑  . The World from PRX.   [2021-09-03]. （原始内容存档于2021-09-03） （英语）.
33. ↑  Subramanian, Courtney. . Time. 2012-04-13  [2021-09-03]. （原始内容存档于2022-04-03）.
34. ↑  . 電視廣播有限公司. 2012年4月12日 （中文（繁體））.
35. ↑  . 新聞晚報. 2012年4月12日: AI27 （中文（简体））.
36. ↑  . 蘋果日報. 2012年4月12日  [2010年4月12日]. （原始内容存档于2012年4月14日） （中文（繁體））.
37. ↑  . BBC News. 2012-04-12  [2021-09-03]. （原始内容存档于2022-04-03）.
38. ↑  . CNN. 2012-04-12  [2012-04-12]. （原始内容存档于2019-12-14） （英语）.